# Liste des commandes ftp
Voici une liste des commandes FTP qui peuvent être envoyées à un serveur FTP, y compris toutes les commandes qui sont normalisées dans la RFC 959 par l'IETF. Toutes les commandes ci-dessous respectent le standard RFC 959, sauf indication contraire. Notez que la plupart des clients FTP en lignes de commande présentent leur propre jeu de commandes pour les utilisateurs. Par exemple, GET est la commande de l'utilisateur commune pour télécharger un fichier à la place de la commande RETR.
| Commande | RFC      | Description                                                                                    |
| -------- | -------- | ---------------------------------------------------------------------------------------------- |
| ABOR     |          | Annuler un transfert.                                                                          |
| ACCT     |          | Information du compte.                                                                         |
| ADAT     | RFC 2228 | Authentification/Données de sécurité                                                           |
| ALLO     |          | Allouer assez d'espace disque pour recevoir un fichier.                                        |
| APPE     |          | Ajouter.                                                                                       |
| AUTH     | RFC 2228 | Authentification/Mécanisme de sécurité                                                         |
| CCC      | RFC 2228 | Effacer le canal de commande                                                                   |
| CDUP     |          | Transformer en répertoire parent.                                                              |
| CONF     | RFC 2228 | Commande de protection de confidentialité                                                      |
| CWD      |          | Changer le répertoire de travail.                                                              |
| DELE     |          | Supprimer un fichier.                                                                          |
| ENC      | RFC 2228 | Canal de protection de la confidentialité                                                      |
| EPRT     | RFC 2428 | Spécifie et définit les adresse et port par lesquels la connexion s'établit.                   |
| EPSV     | RFC 2428 | Entrer en mode passif étendu.                                                                  |
| FEAT     | RFC 2389 | Liste les fonctions supportées par le serveur en plus de ceux inclus dans la RFC 959           |
| HELP     |          | Affiche l'aide d'une commande spécifique ou l'aide globale.                                    |
| LANG     | RFC 2640 | Langue                                                                                         |
| LIST     |          | Affiche les informations d'un fichier ou d'un répertoire spécifique, ou du répertoire courant. |
| LPRT     | RFC 1639 | Spécifie et définit une longue adresse et le port par lesquels la connexion s'établit.         |
| LPSV     | RFC 1639 | Se connecter en mode passif prolongé.                                                          |
| MDTM     | RFC 3659 | Affiche la date de dernière modification d'un fichier                                          |
| MIC      | RFC 2228 | Commande de protection d'intégrité                                                             |
| MKD      |          | Créer un répertoire                                                                            |
| MLSD     | RFC 3659 | Afficher la liste du contenu d'un répertoire                                                   |
| MLST     | RFC 3659 | Fournit des données sur l'objet nommé exactement sur la ligne de commande, et pas d'autres.    |
| MODE     |          | Définir le mode de transfert (Stream, Block, or Compressed).                                   |
| NLST     |          | Affiche la liste des noms des fichiers d'un répertoire.                                        |
| NOOP     |          | Aucune opération (Paquet factice; souvent utilisé pour maintenir la connexion).                |
| OPTS     | RFC 2389 | Sélection d'options.                                                                           |
| PASS     |          | Mot de passe.                                                                                  |
| PASV     |          | Connexion en mode passif.                                                                      |
| PBSZ     | RFC 2228 | Protection de la taille du Buffer                                                              |
| PORT     |          | Spécifier une adresse et un port de connexion.                                                 |
| PROT     | RFC 2228 | Niveau de canal de protection de données.                                                      |
| PWD      |          | Afficher le répertoire de travail actuel sur la machine distante.                              |
| QUIT     |          | Déconnecter.                                                                                   |
| REIN     |          | Reinitialiser la connexion.                                                                    |
| REST     |          | Recommencer le transfert à partir d'un point spécifique.                                       |
| RETR     |          | Récupérer la copie d'un fichier                                                                |
| RMD      |          | Supprimer un répertoire                                                                        |
| RNFR     |          | Fichier à renommer (rename from)                                                               |
| RNTO     |          | Renommer en (rename to)                                                                        |
| SITE     |          | Envoie une commande spécifique de site au serveur distant.                                     |
| SIZE     | RFC 3659 | Affiche la taille d'un fichier.                                                                |
| SMNT     |          | Monter la structure d'un fichier.                                                              |
| STAT     |          | Affiche le statut courant.                                                                     |
| STOR     |          | Accepter les données et les enregistrer dans un fichier sur le serveur.                        |
| STOU     |          | Enregistrer les fichiers de façon unique.                                                      |
| STRU     |          | Définir la structure de transfert de fichier.                                                  |
| SYST     |          | Afficher le type système.                                                                      |
| TYPE     |          | Définir le mode de transfert (ASCII/Binary).                                                   |
| USER     |          | Nom d'utilisateur, identifiant.                                                                |
| XCUP     | RFC 775  | Transformer en parent du répertoire courant                                                    |
| XMKD     | RFC 775  | Créer un répertoire                                                                            |
| XPWD     | RFC 775  | Afficher le répertoire de travail courant                                                      |
| XRCP     | RFC 743  |                                                                                                |
| XRMD     | RFC 775  | Supprimer un répertoire                                                                        |
| XRSQ     | RFC 743  |                                                                                                |
| XSEM     | RFC 737  | Envoyer un courrier électronique en cas d'erreur                                               |
| XSEN     | RFC 737  | Envoyer au terminal                                                                            |